# 夏尔·德克特拉勒
夏尔·马克·S·德克特拉勒（荷蘭語：Charles Marc S. De Ketelaere；2001年3月10日—），是一名比利时足球运动员，场上司职前腰，現効力意甲球队阿特蘭大。

## 俱乐部生涯

### 布鲁日
2019年9月25日，在布鲁日与布林法郎的比利时杯比赛中，德克特拉勒首发出场，并打满全场比赛，完成了一线队首秀。
2019年10月22日，在布鲁日与巴黎圣日耳曼的比赛中，德克特拉勒完成了个人欧冠首秀。他在比赛中首发登场，并在第57分钟被换下，当时场上比分为布鲁日0-1落后于大巴黎，而在德克特拉勒下场后，布鲁日最终连丢4球，在主场0-5惨败巴黎圣日耳曼。2020年2月5日，在布鲁日2-1客胜聚尔特瓦勒海姆的比利时杯半决赛第二回合中，德克特拉勒在第86分钟打进了一粒金子般的绝杀进球，帮助在此前的第一回合中1-1战平对手的布鲁日挺进决赛
2020年10月20日，在布鲁日2-1击败圣彼得堡泽尼特的欧冠小组赛中，德克特拉勒在下半场的补时第3分钟时攻入了制胜一球，再次上演绝杀好戏。

### AC米兰
2022年8月2日，AC米兰俱乐部宣布球队从布鲁日签下德克特拉勒，双方签约5年，新赛季他将继续身披90号球衣。据悉，米兰为签下这名比利时球员而支付了3200万欧元的转会费。

## 国家队生涯
2020年11月，德克特拉勒首次被比利时成年国家队征召，并在比利时与瑞士的比赛中替补登场，上演成年国家队首秀。

## 生涯数据

### 俱乐部
最後更新：2021年2月18日
| 俱乐部   | 赛季     | 联赛     | 联赛 | 联赛 | 比利时杯 | 比利时杯 | 欧战 | 欧战 | 其他 | 其他 | 合计 | 合计 |
| 俱乐部   | 赛季     | 联赛等级 | 出场 | 进球 | 出场     | 进球     | 出场 | 进球 | 出场 | 进球 | 出场 | 进球 |
| -------- | -------- | -------- | ---- | ---- | -------- | -------- | ---- | ---- | ---- | ---- | ---- | ---- |
| 布鲁日   | 2019–20  | 比甲     | 13   | 1    | 6        | 1        | 6    | 0    | –    | –    | 25   | 2    |
| 布鲁日   | 2020–21  | 比甲     | 25   | 1    | 1        | 0        | 7    | 2    | –    | –    | 33   | 3    |
| 生涯合计 | 生涯合计 | 生涯合计 | 38   | 2    | 7        | 1        | 13   | 2    | 0    | 0    | 58   | 5    |

1. ↑  包括比利时超级杯
2. ↑  在欧冠中出场4次；在欧联杯中出场2次
3. ↑  在欧冠中出场6次，打进2球；在欧联杯中出场1次

## 荣誉

### 俱乐部
布鲁日
- 比甲冠军：2019–20（英语：2019–20 Club Brugge KV season）[9]

 亞特蘭大
- 歐霸盃冠軍：2023-24

### 个人
- 比利时年度最佳年轻球员（英语：Belgian Sportsman of the year）：2020[10]